# أندي كيسلر (متزلج لوحي)
أندي كيسلر (بالإنجليزية: Andy Kessler)‏ هو متزلج لوحي أمريكي، ولد في 11 يونيو 1961 في أثينا في اليونان، وتوفي في 10 أغسطس 2009 بسبب هجمات الحيوانات.